# Christopher Grotheer
Christopher Grotheer (Wernigerode, 31 juli 1992) is een Duits skeletonracer.

## Carrière
Grotheer maakte zijn wereldbeker-debuut in 2012/13 en was actief in de wereldbeker tot 2018/19, het seizoen erop zette hij een stap terug en was actief in de Intercontinental cup, het seizoen erop was hij weer actief in de wereldbeker. Zijn beste resultaat is een vijfde plaats in 2016/17 en een wereldbekerzege in januari 2017.
Hij werd in 2020 wereldkampioen individueel, en wist ook in de landencompetitie al wereldkampioen te worden.
Hij nam in 2018 deel aan de Olympische Winterspelen 2018 waar hij een achtste plaats behaalde. In 2022 nam hij opnieuw deel en zorgde voor de eerste Duitse Olympische kampioen skeleton.

## Resultaten

### Olympische Spelen
| Jaar | Plaats      | Resultaat |
| ---- | ----------- | --------- |
| 2018 | Pyeongchang | 8e        |
| 2022 | Peking      | Goud      |

### Wereldkampioenschappen
| Jaar | Plaats       | Resultaat                        |
| ---- | ------------ | -------------------------------- |
| 2013 | Sankt Moritz | 16e Individueel                  |
| 2015 | Winterberg   | 5e Individueel · Landenwedstrijd |
| 2017 | Königssee    | 6e Individueel · Landenwedstrijd |
| 2019 | Whistler     | 4e Individueel · Landenwedstrijd |
| 2020 | Altenberg    | Individueel · 5e Gemengd team    |
| 2021 | Altenberg    | Individueel · Gemengd team       |
| 2023 | Sankt Moritz | 10e Individueel · Gemengd team   |
| 2024 | Winterberg   | Individueel · Gemengd team       |
| 2025 | Lake Placid  | 7e Individueel 4e Gemengd team   |

### Wereldbeker
Eindklasseringen
| Seizoen | Divisie              | Niv. | #1     | #2     | #3     | #4     | #5     | #6     | #7     | #8     | #9   | Punten | Rang |
| ------- | -------------------- | ---- | ------ | ------ | ------ | ------ | ------ | ------ | ------ | ------ | ---- | ------ | ---- |
| 2010/11 | Europe Cup           | III  | –      | –      | 14e    | 15e    | 4e     | 4e     | Zilver | 4e     |      | 261    | 8e   |
| 2011/12 | Intercontinental Cup | II   | 6e     | 4e     | 9e     | 7e     | –      | –      | –      | –      | 344  | 15e    |      |
| 2011/12 | Europe Cup           | III  | –      | –      | –      | –      | 4e     | 10e    | Zilver | Zilver | 212  | 8e     |      |
| 2012/13 | Wereldbeker          | I    | 14e    | 12e    | 13e    | Brons  | –      | 5e     | 9e     | 7e     | 7e   | 1232   | 8e   |
| 2013/14 | Wereldbeker          | I    | –      | –      | –      | 15e    | 12e    | 23e    | –      | –      |      | 282    | 27e  |
| 2013/14 | Intercontinental Cup | II   | Zilver | 4e     | Zilver | Goud   | –      | –      | –      | –      | 436  | 10e    |      |
| 2014/15 | Wereldbeker          | I    | 15e    | 4e     | 12e    | 11e    | 9e     | 4e     | 5e     | –      | 1088 | 8e     |      |
| 2015/16 | Wereldbeker          | I    | 7e     | 5e     | 5e     | DNS    | –      | –      | –      | –      | 536  | 18e    |      |
| 2016/17 | Wereldbeker          | I    | 9e     | 7e     | Goud   | 4e     | 8e     | 5e     | 5e     | 8e     | 1425 | 5e     |      |
| 2017/18 | Wereldbeker          | I    | 10e    | 4e     | 4e     | 10e    | 5e     | Brons  | 7e     | 5e     | 1408 | 6e     |      |
| 2018/19 | Wereldbeker          | I    | –      | –      | 4e     | 12e    | 6e     | 6e     | 9e     | DNS    | 824  | 12e    |      |
| 2019/20 | Intercontinental Cup | II   | Goud   | Zilver | Goud   | Brons  | 8e     | Goud   | Zilver | 4e     | 858  | Goud   |      |
| 2020/21 | Wereldbeker          | I    | 11e    | 6e     | 7e     | Brons  | 8e     | 6e     | 6e     | –      | 1192 | 4e     |      |
| 2021/22 | Wereldbeker          | I    | Brons  | Goud   | Zilver | Brons  | Brons  | 8e     | 9e     | Brons  | 1547 | Brons  |      |
| 2022/23 | Wereldbeker          | I    | 5e     | Goud   | Zilver | Goud   | Zilver | Zilver | 4e     | Brons  | 1656 | Goud   |      |
| 2023/24 | Wereldbeker          | I    | Goud   | Brons  | 5e     | Zilver | Goud   | 9e     | Zilver | 17e    | 1494 | Zilver |      |
| 2024/25 | Wereldbeker          | I    | Goud   | Goud   | Goud   | Goud   | –      | Brons  | Zilver | 9e     | 1462 | Brons  |      |

Wereldbekerzeges
| Datum            | Plaats      |
| ---------------- | ----------- |
| 7 januari 2017   | Altenberg   |
| 26 november 2021 | Igls        |
| 1 december 2022  | Park City   |
| 6 januari 2023   | Winterberg  |
| 17 november 2023 | Yanqing     |
| 26 januari 2023  | Lillehammer |
| 16 november 2024 | Pyeongchang |
| 17 november 2024 | Pyeongchang |
| 23 november 2024 | Yanqing     |
| 6 december 2024  | Altenberg   |